# Чемпіонат Азії з легкої атлетики 2019
Чемпіонат Азії з легкої атлетики 2019 був проведений 21-24 квітня на стадіоні «Халіфа».
Чемпіони з марафонського бігу та спортивної ходьби на 20 кілометрів були визначені в межах окремих континентальних першостей.

## Призери основного чемпіонату

### Чоловіки
| Дисципліни                | Золото                                                                | Золото        | Срібло                                                         | Срібло      | Бронза                                                             | Бронза        |
| ------------------------- | --------------------------------------------------------------------- | ------------- | -------------------------------------------------------------- | ----------- | ------------------------------------------------------------------ | ------------- |
| 100 метрів                | Кірю Йосіхіде Японія                                                  | 10,10         | Лалу Мухаммад Зохрі Індонезія                                  | 10,13 NR PB | У Чжицян КНР                                                       | 10,18 PB      |
| 200 метрів                | Се Чженьє КНР                                                         | 20,33         | Койке Юкі Японія                                               | 20,55       | Якуб Салем Бахрейн                                                 | 20,84         |
| 400 метрів                | Юсеф Карам Кувейт                                                     | 44,84 NR PB   | Аббас Аббас Бахрейн                                            | 45,14 PB    | Михайло Литвин Казахстан                                           | 45,25 NR PB   |
| 800 метрів                | Абубакер Абдалла Катар                                                | 1.44,33 WL PB | Ебрагім Алзофаїрі Кувейт                                       | 1.46,88 SB  | Джамал Гайран Катар                                                | 1.47,27       |
| 1500 метрів               | Абрахам Ротіч Бахрейн                                                 | 3.42,85 SB    | Аджай Кумар Сародж Індія                                       | 3.43,18 SB  | Мусаб Алі Катар                                                    | 3.43,18 SB    |
| 5000 метрів               | Бірхану Балев Бахрейн                                                 | 13.37,42      | Альберт Роп Бахрейн                                            | 13.37,57    | Мацуеда Хірокі Японія                                              | 13.45,44      |
| 10000 метрів              | Давіт Фікаду Бахрейн                                                  | 28.26,30 PB   | Гассан Чані Бахрейн                                            | 28.31,30 SB | Гавіт Кумар Індія                                                  | 28.38,34 PB   |
| 110 метрів з бар'єрами    | Се Веньцзюнь КНР                                                      | 13,21 WL CR   | Якуб Альоуга Кувейт                                            | 13,35 NR PB | Чень Квейжу Китайський Тайбей                                      | 13,39 =NR =PB |
| 400 метрів з бар'єрами    | Абдеррахман Самба Катар                                               | 47,51 WL CR   | Чень Чіех Китайський Тайбей                                    | 48,92 PB    | Джабір Мадарі Пліяліл Індія                                        | 49,13 PB      |
| 3000 метрів з перешкодами | Джон Кібет Коеч Бахрейн                                               | 8.25,87 WL    | Авінаш Сабле Індія                                             | 8.30,19     | Сіодзірі Кадзуя Японія                                             | 8.32,25       |
| 4×100 метрів              | ТаїландРуттанапон Сован Бандіт Чуангчай Їрапонг Мінапра Сіріпол Пунпа | 38,99         | Китайський ТайбейВей Ічинг Ван Вейсу Ян Чуньхань Лінь Хунгмінь | 39,18 SB    | ОманМогаммед Албалуши Баракат Алгарті Могамед Алсаді Амма Алсаїфі  | 39,36 NR      |
| 4×400 метрів              | ЯпоніяДжуліан Волш Сато Кентаро Іто Рікуя Вакабаясі Кота              | 3.02,94       | КНРЛу Чжицюань Лу Вей Ян Лей У Юян                             | 3.03,55 NR  | КатарАшпаф Осман Абубакер Абдалла Бассем Гемейда Абдеррахман Самба | 3.03,95       |
| Стрибки у висоту          | Мажд Еддін Газаль Сирія                                               | 2,31 =WL      | Ето Такасі Японія                                              | 2,29        | Тобе Наото Японія                                                  | 2,26          |
| Стрибки з жердиною        | Ернест Обейна Філіппіни                                               | 5,71 CR NR    | Чжан Вей КНР                                                   | 5,66 SB     | Хуан Бокай КНР                                                     | 5,66 SB       |
| Стрибки в довжину         | Гасіока Юкі Японія                                                    | 8,22 =WL PB   | Чжан Яогуан КНР                                                | 8,13 SB     | Хуан Чанчжоу КНР                                                   | 7,97 SB       |
| Потрійний стрибок         | Руслан Курбанов Казахстан                                             | 16,93 PB      | Чжу Ямін КНР                                                   | 16,87w SB   | Сюй Сяолун КНР                                                     | 16,81         |
| Штовхання ядра            | Теджиндерпал Тор Індія                                                | 20,22 SB      | У Цзясян КНР                                                   | 20,03 PB    | Іван Іванов Казахстан                                              | 19,09         |
| Метання диска             | Есан Гададі Іран                                                      | 65,95 CR      | Бенам Шріджабілу Іран                                          | 60,89 SB    | Мусаб Момані Йорданія                                              | 58,27 SB      |
| Метання молота            | Ділшод Назаров Таджикистан                                            | 76,14 SB      | Ашраф Елсейфі Катар                                            | 73,76       | Сухроб Ходжаєв Узбекистан                                          | 72,85         |
| Метання списа             | Чен Чаоцунь Китайський Тайбей                                         | 86,72 WL CR   | Шипвал Сінгх Індія                                             | 86,23 PB    | Арай Рьохей Японія                                                 | 81,93         |
| Десятиборство             | Усіро Кейсуке Японія                                                  | 7872          | Маджед Алзаїд Кувейт                                           | 7838        | Накамура Ахіко Японія                                              | 7837          |

### Жінки
| Дисципліни                | Золото                                                         | Золото      | Срібло                                                                      | Срібло      | Бронза                                                          | Бронза      |
| ------------------------- | -------------------------------------------------------------- | ----------- | --------------------------------------------------------------------------- | ----------- | --------------------------------------------------------------- | ----------- |
| 100 метрів                | Ольга Сафронова Казахстан                                      | 11,17 CR SB | Лян Сяоцзин КНР                                                             | 11,28       | Вей Юнлі КНР                                                    | 11,37       |
| 200 метрів                | Сальва Насер Бахрейн                                           | 22,74 CR PB | Ольга Сафронова Казахстан                                                   | 22,87 SB    | Дуті Чанд Індія                                                 | 23,24       |
| 400 метрів                | Сальва Насер Бахрейн                                           | 51,34 SB    | Еліна Міхіна Казахстан                                                      | 53,19 SB    | Пувамма Мачеттіра Індія                                         | 53,21       |
| 800 метрів                | Гоматі Марімутху Індія                                         | 2.02,70 PB  | Ван Чуньюй КНР                                                              | 2.02,96 SB  | Маргарита Мукашева Казахстан                                    | 2.03,83 SB  |
| 1500 метрів               | Чітра Палакежуннікіршнан Індія                                 | 4.14,56     | Гашав Тігест Бахрейн                                                        | 4.14,81     | Вінфред Яві Бахрейн                                             | 4.16,18 SB  |
| 5000 метрів               | Вінфред Яві Бахрейн                                            | 15.28,87 PB | Бонту Ребіту Бахрейн                                                        | 15.29,60 SB | Парул Чодгарі Індія                                             | 15.36,03 PB |
| 10000 метрів              | Шитає Габтегебрел Бахрейн                                      | 31.15,62 CR | Нія Гітомі Японія                                                           | 31.22,63 SB | Сандживані Джадгав Індія                                        | 32.44,96 PB |
| 100 метрів з бар'єрами    | Кімура Аяко Японія                                             | 13,13       | Чень Дзямінь КНР                                                            | 13,24 PB    | Аокі Масумі Японія                                              | 13,28       |
| 400 метрів з бар'єрами    | Куат Тхі Лан В'єтнам                                           | 56,10 SB    | Амінат Джамал Бахрейн                                                       | 56,39 SB    | Сарітабен Гаяквад Індія                                         | 57,22       |
| 3000 метрів з перешкодами | Вінфред Яві Бахрейн                                            | 9.46,18 SB  | Сюй Шуаншуан КНР                                                            | 9.51,76 SB  | Тегест Меконен Бахрейн                                          | 9.53,96 SB  |
| 4×100 метрів              | КНРЛян Сяоцзин Вей Юнлі Кун Лінвей Ге Маньци                   | 42,87 WL CR | КазахстанРіма Кашафутдінова Еліна Міхіна Світлана Голендова Ольга Сафронова | 43,36 SB    | БахрейнЕдідіонг Одіонг Іман Джассім Гаджар Алхалді Сальва Насер | 43,61 SB    |
| 4×400 метрів              | БахрейнАмінат Джамал Іман Джассім Зайнаб Могаммед Сальва Насер | 3.32,10 SB  | ІндіяПрачі Пувамма Мачеттіра Сарітабен Гаяквад Вісмая Веллувакоротх         | 3.32,21 SB  | ЯпоніяХіросава Мае Аояма Сейка Такейсі Кономі Івата Юна         | 3.34,88 SB  |
| Стрибки у висоту          | Надія Дусанова Узбекистан                                      | 1,90        | Надія Дубовицька Казахстан                                                  | 1,88 PB     | Світлана Радзивіл Узбекистан                                    | 1,88        |
| Стрибки з жердиною        | Лі Лін КНР                                                     | 4,61 SB     | Сюй Хуейцинь КНР                                                            | 4,36 SB     | Наталіроуз Уй Філіппіни                                         | 4,20        |
| Стрибки в довжину         | Лу Міньцзя КНР                                                 | 6,38 SB     | Кора Аяка Японія                                                            | 6,16        | Юе Ясінь Гонконг                                                | 6,15        |
| Потрійний стрибок         | Паріня Чуаймаренг Таїланд                                      | 13,72 SB    | Цзен Жуй КНР                                                                | 13,65       | Відуша Геєнатімуллаге Шрі-Ланка                                 | 13,53 SB    |
| Штовхання ядра            | Ґун Ліцзяо КНР                                                 | 19,18 SB    | Нура Джасім Бахрейн                                                         | 18,00 NR    | Сун Цзяюань КНР                                                 | 17,70       |
| Метання диска             | Фен Бінь КНР                                                   | 65,36 CR PB | Чень Ян КНР                                                                 | 61,87 SB    | Субенрат Інсаенг Таїланд                                        | 58,20 SB    |
| Метання молота            | Ван Чжен КНР                                                   | 75,66 CR SB | Ло На КНР                                                                   | 72,23 NR    | Ватанабе Акане Японія                                           | 63,54       |
| Метання списа             | Люй Хуейхуей КНР                                               | 65,83 CR    | Анну Рані Індія                                                             | 60,22       | Натта Начан Таїланд                                             | 56,01 PB    |
| Семиборство               | Катерина Вороніна Узбекистан                                   | 6198        | Свапна Барман Індія                                                         | 5993        | Ван Цинлін КНР                                                  | 5829        |

### Змішана дисципліна
| Дисципліни   | Золото                                                 | Золото  | Срібло                                                                  | Срібло  | Бронза                                                        | Бронза  |
| ------------ | ------------------------------------------------------ | ------- | ----------------------------------------------------------------------- | ------- | ------------------------------------------------------------- | ------- |
| 4×400 метрів | БахрейнМуса Іса Амінат Джамал Сальва Насер Аббас Аббас | 3.15,75 | ІндіяМогаммед Ягія Пувамма Мачеттіра Вісмая Веллувакоротх Арокія Раджив | 3.16,47 | ЯпоніяКота Вакабаясі Кономі Такейсі Ацусі Інаока Кентаро Сато | 3.20,29 |

## Спортивна ходьба
Чемпіонат Азії зі спортивної ходьби 2019 був проведений 17 березня в Номі. Чоловіки та жінки змагались на дистанції 20 кілометрів.

### Чоловіки
| Дисципліни           | Золото                   | Золото     | Срібло                 | Срібло     | Бронза            | Бронза     |
| -------------------- | ------------------------ | ---------- | ---------------------- | ---------- | ----------------- | ---------- |
| Ходьба 20 кілометрів | Яманісі Тосікадзу Японія | 1:17.15 PB | Кавано Масатора Японія | 1:17.24 PB | Ікеда Кокі Японія | 1:17.25 PB |

### Жінки
| Дисципліни           | Золото         | Золото     | Срібло                | Срібло  | Бронза              | Бронза  |
| -------------------- | -------------- | ---------- | --------------------- | ------- | ------------------- | ------- |
| Ходьба 20 кілометрів | Ма Чженься КНР | 1:28.28 PB | Кавадзое Каорі Японія | 1:32.48 | Сьйо Гачинг Гонконг | 1:34.17 |

## Марафонський біг
Чемпіонат Азії з марафонського бігу 2019 був проведений 22 грудня у Донгуані.

### Чоловіки
| Дисципліни | Золото              | Золото  | Срібло                   | Срібло  | Бронза              | Бронза  |
| ---------- | ------------------- | ------- | ------------------------ | ------- | ------------------- | ------- |
| Марафон    | Каміно Дайті Японія | 2:12.18 | Лі Канпом Північна Корея | 2:12.21 | Мацуо Рьойті Японія | 2:14.32 |

### Жінки
| Дисципліни | Золото                  | Золото  | Срібло            | Срібло  | Бронза                   | Бронза  |
| ---------- | ----------------------- | ------- | ----------------- | ------- | ------------------------ | ------- |
| Марафон    | Лі Канок Північна Корея | 2:30.56 | Уесугі Мао Японія | 2:31.57 | Кім Чіхян Північна Корея | 2:32.10 |

## Медальний залік
Спортсмени 20 країн-учасниць завоювали медалі основного чемпіонату
| Місце                | Країна               | Золото | Срібло | Бронза | Загалом |
| -------------------- | -------------------- | ------ | ------ | ------ | ------- |
| 1                    | Бахрейн              | 11     | 7      | 4      | 22      |
| 2                    | КНР                  | 10     | 12     | 7      | 29      |
| 3                    | Японія               | 5      | 4      | 9      | 18      |
| 4                    | Узбекистан           | 3      | 0      | 2      | 5       |
| 5                    | Індія                | 2      | 7      | 7      | 16      |
| 6                    | Катар                | 2      | 1      | 3      | 6       |
| 7                    | Таїланд              | 2      | 0      | 2      | 4       |
| 8                    | Казахстан            | 1      | 5      | 2      | 8       |
| 9                    | Кувейт               | 1      | 3      | 0      | 4       |
| 10                   | Китайський Тайбей    | 1      | 2      | 1      | 4       |
| 11                   | Іран                 | 1      | 1      | 0      | 2       |
| 12                   | Філіппіни            | 1      | 0      | 1      | 2       |
| 13                   | Сирія (SYR)          | 1      | 0      | 0      | 1       |
| 13                   | В'єтнам              | 1      | 0      | 0      | 1       |
| 13                   | Таджикистан          | 1      | 0      | 0      | 1       |
| 16                   | Індонезія            | 0      | 1      | 0      | 1       |
| 17                   | Шрі-Ланка            | 0      | 0      | 2      | 2       |
| 18                   | Гонконг              | 0      | 0      | 1      | 1       |
| 18                   | Йорданія             | 0      | 0      | 1      | 1       |
| 18                   | Оман                 | 0      | 0      | 1      | 1       |
| Загалом (20 збірних) | Загалом (20 збірних) | 43     | 43     | 43     | 129     |